# Ilha Auriat
A Ilha Auriat é uma pequena ilha lacustre no norte de Saskatchewan, Canadá. Fica no Lago Cree.  A ilha recebeu o nome de Jean Auriat, soldado do Canadá morto em 7 de junho de 1944, na Segunda Guerra Mundial, quando atacava uma estação de radar alemã em Douvres, França.